# Stefan Groothuis
Stefan Groothuis, född den 23 november 1981 i Empe, Nederländerna, är en nederländsk skridskoåkare.
Han tog OS-guld på herrarnas 1 000 meter i samband med de olympiska skridskotävlingarna 2014 i Sotji.